# Запорожці (село)
Запоро́жці — колишнє село в Україні, у Миргородському районі Полтавської області. Населення на момент зняття з облікових даних становило 13 осіб. Орган місцевого самоврядування — Черкащанська сільська рада.
19 листопада 2021 року село було об'єднане з селами Фуглі та Мокрії.

## Географія
Село Запорожці примикало до сіл Фуглі та Мокрії. По селу протікав пересихаючий струмок з загатою.

## Об'єднання
Рішенням Полтавської обласної ради від 2 грудня 2009 року об'єднане з селами Фуглі та Мокрії. У зв'язку з об'єднанням виключене з облікових даних з листопада 2021.

## Інтернет-посилання
- Погода в селі Запорожці [Архівовано 25 червня 2008 у Wayback Machine.]